# Sterling (Utah)
Sterling és una població dels Estats Units a l'estat de Utah. Segons el cens del 2000 tenia 235 habitants.

## Demografia
Segons el cens del 2000, Sterling tenia 235 habitants, 73 habitatges, i 58 famílies. La densitat de població era de 378,1 habitants per km².
Dels 73 habitatges en un 45,2% hi vivien nens de menys de 18 anys, en un 60,3% hi vivien parelles casades, en un 11% dones solteres, i en un 20,5% no eren unitats familiars. En el 19,2% dels habitatges hi vivien persones soles el 9,6% de les quals corresponia a persones de 65 anys o més que vivien soles. El nombre mitjà de persones vivint en cada habitatge era de 3,22 i el nombre mitjà de persones que vivien en cada família era de 3,72.
Per edats la població es repartia de la següent manera: un 37% tenia menys de 18 anys, un 10,6% entre 18 i 24, un 22,6% entre 25 i 44, un 18,7% de 45 a 60 i un 11,1% 65 anys o més.
L'edat mediana era de 28 anys. Per cada 100 dones de 18 o més anys hi havia 89,7 homes.
La renda mediana per habitatge era de 27.019 $ i la renda mediana per família de 30.313 $. Els homes tenien una renda mediana de 26.458 $ mentre que les dones 19.000 $. La renda per capita de la població era de 12.041 $. Entorn del 9,7% de les famílies i el 10,6% de la població estaven per davall del llindar de pobresa.

## Poblacions més properes
El següent diagrama mostra les poblacions més properes.